# Aleksy Toth
Aleksy Toth lub Aleksiej Gieorgjewicz Towt (ur. 18 marca 1854 w pobliżu Preszowa, zm. 7 maja 1909 w Wilkes-Barre) – kapłan greckokatolicki, a następnie prawosławny, święty prawosławny. Inicjator masowych konwersji na prawosławie dokonywanych przez wyznawców katolicyzmu wschodnich obrządków zamieszkujących w Stanach Zjednoczonych.

## Życiorys
Urodził się w rodzinie kapłana greckokatolickiego Jerzego Totha i jego żony Cecylii. Ukończył studia w zakresie teologii katolickiej w Preszowie, po czym ożenił się z Rozalią Mihalicz. W 1878 przyjął święcenia kapłańskie w obrządku greckokatolickim. Po dwuletniej pracy duszpasterskiej jako proboszcz został skierowany do pracy w kancelarii biskupiej w Preszowie. W tym okresie zmarła jego żona i jedyne dziecko. Ks. Aleksy Toth w 1881 został rektorem seminarium duchownego w Preszowie, gdzie do 1889 wykładał prawo kanoniczne oraz historię Kościoła. W 1889 został skierowany na misję do Minneapolis, gdzie miał otaczać opieką duszpasterską imigrantów ze wschodnich Austro-Węgier, wyznania greckokatolickiego.
Po spotkaniu z rzymskokatolickim biskupem Minneapolis Johnem Irelandem ks. Toth doszedł do wniosku, że wyznawcy wschodnich obrządków katolickich są dyskryminowani przez rzymskokatolickich biskupów, którym podlegali. Biskup Ireland zabronił katolikom obrządku łacińskiego uczestnictwa w nabożeństwach sprawowanych przez ks. Totha. Po bezskutecznych apelach do biskupa Preszowa i do Rzymu kapłan postanowił dokonać konwersji na prawosławie. Skontaktował się z hierarchą Rosyjskiego Kościoła Prawosławnego, Włodzimierzem (Sokołowskim-Awtonomowem), przed którym w marcu 1891 złożył prawosławne wyznanie wiary razem z 405 parafianami. Przeniósł się do Wilkes-Barre, znacznego skupiska emigrantów z Europy Wschodniej, gdzie kontynuował działania na rzecz konwersji katolików obrządku wschodniego na prawosławie. W tym celu napisał pracę Where To Seek The Truth?.
W ciągu całej działalności w Wilkes-Barre ks. Aleksy Toth przyjął do Rosyjskiego Kościoła Prawosławnego ok. 15 tys. konwertytów z katolicyzmu obrządku wschodniego. Car Mikołaj II odznaczył go za tę działalność Orderem Świętej Anny, zaś ówczesny biskup Aleutów i Alaski Tichon (Bieławin) nadał mu Order św. Aleksandra Newskiego oraz Order św. Włodzimierza za wybitne osiągnięcia w posłudze kapłańskiej.
Zmarł w 1909 i został pochowany w monasterze św. Tichona Zadońskiego w South Canaan.

## Kult
Kościół Prawosławny w Ameryce kanonizował ks. Aleksego Totha 29 maja 1994, nadając mu równocześnie tytuł Wyznawcy i Obrońcy Prawosławia w Ameryce.
Jego wspomnienie w Cerkwi prawosławnej obchodzone jest dwukrotnie:
- 24 kwietnia/7 maja[3], tj. 7 maja według kalendarza gregoriańskiego
- druga niedziela po Pięćdziesiątnicy (Sobór świętych amerykańskich) lub
- trzecia niedziela po Pięćdziesiątnicy (Sobór świętych galicyjskich, w Ukraińskim Kościele Prawosławnym)